# This Is War
This Is War é o terceiro álbum de estúdio da banda de rock alternativo 30 Seconds to Mars, lançado a 8 de Dezembro de 2009 pela Virgin Records e pela EMI. Foi o primeiro álbum de estúdio da banda em quatro anos, após o avanço de seu trabalho anterior, A Beautiful Lie (2005). O álbum foi gravado ao longo de um período de dois anos, enquanto a banda estava no meio de uma disputa legal com a Virgin sobre uma alegada quebra de contrato. O caso foi resolvido mais tarde em abril de 2009, e a banda assinou com a EMI no final daquele ano.
O álbum marcou uma partida do material anterior da banda, implementando uma direção mais experimental que atrai influências do rock progressivo, new wave, industrial e heavy metal. Liricamente, é um registro conceitual moldado pelas lutas pessoais da banda e batalha legal com sua gravadora, e é considerado uma ópera rock. Foi acompanhado pelo documentário Artifact (2012), que narrou a disputa.

## Faixas
| Edição padrão  |                              |                |         |  |
| N.º            | Título                       | Compositor(es) | Duração |  |
| 1.             | "Escape"                     | Jared Leto     | 2:24    |  |
| 2.             | "Night of the Hunter"        | Jared Leto     | 5:41    |  |
| 3.             | "Kings and Queens"           | Jared Leto     | 5:48    |  |
| 4.             | "This is War"                | Jared Leto     | 5:27    |  |
| 5.             | "100 Suns"                   | Jared Leto     | 1:58    |  |
| 6.             | "Hurricane"                  | Jared Leto     | 6:12    |  |
| 7.             | "Closer to the Edge"         | Jared Leto     | 4:33    |  |
| 8.             | "Vox Populi"                 | Jared Leto     | 5:42    |  |
| 9.             | "Search and Destroy"         | Jared Leto     | 5:38    |  |
| 10.            | "Alibi"                      | Jared Leto     | 5:59    |  |
| 11.            | "Stranger in a Strange Land" | Jared Leto     | 6:54    |  |
| 12.            | "L490"                       | Shannon Leto   | 4:26    |  |
| Duração total: | Duração total:               | Duração total: | 60:40   |  |

| Faixas Bônus do iTunes |                                                      |         |  |
| N.º                    | Título                                               | Duração |  |
| 13.                    | "Kings and Queens" (LA Riots Main Vocal Mix)         | 6:12    |  |
| 14.                    | "Night of the Hunter" (Flood remix) (Pre-order only) | 5:42    |  |

| Edição Bônus do Japão |                                                  |         |  |
| N.º                   | Título                                           | Duração |  |
| 13.                   | "Kings and Queens" (Eddy and Tiborg Radio Mix)   |         |  |
| 14.                   | "Kings and Queens" (Innerpartysystem Remix Main) |         |  |

| Edição Bônus do Reino Unido |                                                                                          |         |  |
| N.º                         | Título                                                                                   | Duração |  |
| 13.                         | "Kings and Queens" (Tek-One Remix) (Available for online download for limited time only) |         |  |
| 14.                         | "Closer To The Edge" (Acoustic)                                                          |         |  |

| Faixas bônus da Edição Deluxe |                                                    |                                                                           |         |  |
| N.º                           | Título                                             | Compositor(es)                                                            | Duração |  |
| 13.                           | "Hurricane" (featuring Kanye West)                 |                                                                           | 6:10    |  |
| 14.                           | "Bad Romance" (Live BBC Version) (Lady Gaga cover) | Stefani Germanotta, Nadir Khayat                                          | 4:40    |  |
| 15.                           | "Stronger" (Live BBC Version) (Kanye West cover)   | Kanye West, Thomas Bangalter, Guy-Manuel de Homem-Christo, Edwin Birdsong | 6:03    |  |
| Duração total:                | Duração total:                                     | Duração total:                                                            | 77:30   |  |

| Edição Deluxe DVD |                                    |         |  |
| N.º               | Título                             | Duração |  |
| 1.                | "Closer to the Edge" (Music video) | 6:22    |  |
| 2.                | "Kings and Queens" (Music Video)   | 8:51    |  |
| 3.                | "Kings and Queens" (Making Of)     | 20:48   |  |
| 4.                | "Into the Wild"                    | 6:15    |  |
| 5.                | "Behind The Summit"                | 3:12    |  |
| 6.                | "War is Coming" (Shorts Films)     | 7:16    |  |

## Desempenho e Certificações
| Críticas profissionais | Críticas profissionais |
| Avaliações da crítica  | Avaliações da crítica  |
| Fonte                  | Avaliação              |
| ---------------------- | ---------------------- |
| Alternative Press      | [ 1 ]                  |
| Kerrang!               | [ 2 ]                  |
| Gigwise.com            | Favorável              |
| Melodic                | [ 4 ]                  |
| Rock Sound             | [ 5 ]                  |
| The Times              | [ 6 ]                  |

Na semana em que foi lançado, This Is War vendeu mais de 67 mil cópias nos Estados Unidos, estreando-se na 18º posição da Billboard 200. Adicionalmente, estreou-se em 2º na Billboard Alternative Albums e na Digital Albums, em 4º na Rock Albums e em 23º na European Albums. A Fevereiro de 2010, o álbum foi certificado ouro pela British Phonographic Industry por alcançar 100 mil cópias. Até finais de 2010, alcançou ao todo 7 certificações de ouro, incluindo Austrália, Áustria, África do Sul, Alemanha, Bélgica e duplo ouro no Reino Unido, e dupla platina em Portugal. Em Março de 2011, This Is War alcançou certificação de platina na Polónia.
| Tabelas Musicais           | Melhor Posição | Certificações |
| -------------------------- | -------------- | ------------- |
| Argentina (CAPIF)          | 1              |               |
| Austrália Albums Chart     | 18             | Ouro          |
| Áustria Albums Chart       | 8              | Ouro          |
| Bélgica Albums Chart (Fla) | 74             | 2× Platina    |
| Bélgica Albums Chart (Wal) | 34             | 2× Platina    |
| Dutch Albums Chart         | 31             |               |
| Espanha Albums Chart       | 52             |               |
| European Top 100 Albums    | 16             |               |
| Finlândia Albums Chart     | 19             |               |
| França Albums Chart        | 96             |               |
| México Albums Chart        | 39             |               |
| Itália Albums Chart        | 19             |               |
| Alemanha Album Charts      | 12             | Platina       |
| Nova Zelândia Album Charts | 9              | Ouro          |
| Polónia Albums Chart       | 34             | Platina       |
| Portugal Albums Chart      | 6              | 2× Platina    |
| África do Sul (5FM Top 40) | 1              | Ouro          |
| Suíça Album Charts         | 20             |               |
| Chéquia Czech Albums Chart | 35             |               |
| UK Albums Chart            | 15             | Platina       |
| Billboard 200              | 18             | Ouro          |

| Tabelas Musicais de Fim de Ano (2010) |     |
| ------------------------------------- | --- |
| European Top 100 Albums               | 66  |
| Billboard 200                         | 116 |
| Billboard Rock Albums                 | 38  |
| Billboard Alternative Albums          | 27  |

## Histórico de Lançamento
| Região         | Data                   | Gravadora   | Formato |
| -------------- | ---------------------- | ----------- | ------- |
| Austrália      | 4 de dezembro de 2009  | EMI Music   | CD      |
| Áustria        | 4 de dezembro de 2009  | EMI Music   | CD      |
| Finlândia      | 4 de dezembro de 2009  | EMI Music   | CD      |
| Alemanha       | 4 de dezembro de 2009  | EMI Music   | CD      |
| Itália         | 4 de dezembro de 2009  | EMI/Virgin  | CD      |
| Suíça          | 4 de dezembro de 2009  | EMI Music   | CD      |
| Dinamarca      | 7 de dezembro de 2009  | EMI Music   | CD      |
| Nova Zelândia  | 7 de dezembro de 2009  | EMI Music   | CD      |
| Noruega        | 7 de dezembro de 2009  | EMI Music   | CD      |
| Polônia        | 7 de dezembro de 2009  | EMI Music   | CD      |
| Reino Unido    | 7 de dezembro de 2009  | EMI/Virgin  | CD      |
| Argentina      | 8 de dezembro de 2009  | EMI Music   | CD      |
| Canadá         | 8 de dezembro de 2009  | Virgin      | CD      |
| México         | 8 de dezembro de 2009  | EMI Music   | CD      |
| Espanha        | 8 de dezembro de 2009  | EMI Music   | CD      |
| Estados Unidos | 8 de dezembro de 2009  | EMI/Virgin  | CD      |
| África do Sul  | 8 de dezembro de 2009  | EMI/Virgin  | CD      |
| Brasil         | 10 de dezembro de 2009 | EMI Music   | CD      |
| Japão          | 14 de julho de 2010    | Toshiba EMI | CD      |
| Deluxe edition |                        |             |         |
| Estados Unidos | 9 de novembro de 2010  | EMI/Virgin  | CD+DVD  |
| Brasil         | 30 de novembro de 2010 | EMI Music   | CD+DVD  |

## Créditos
- Jared Leto – Vocal, guitarra rítmica, baixo
- Shannon Leto – Bateria, percussão, piano
- Tomo Miličević – Guitarra, baixo, teclados